# Nicole Prieur
Pour les articles homonymes, voir Prieur (homonymie).
Nicole Prieur est une essayiste, thérapeute et conférencière française, née à Alger le 8 février 1949.

## Biographie
Elle fait sa scolarité et des études universitaires de philosophie et de psychologie à Paris.[réf. souhaitée]
En 1975, elle crée au sein de la Fédération nationale des écoles des parents et des éducateurs une cellule de recherches spécialisées sur la parentalité. Elle y dirige pendant deux ans, une étude nationale sur les relations parents-adolescents, qui aboutit à la parution de son premier livre : Adultes-adolescents, des rendez-vous manqués, édité par Casterman.
Elle exerce comme psychothérapeute. En 1998, sa rencontre avec François Roustang va orienter sa pratique vers l’hypnose.
Depuis 2005, elle dirige des cycles de formation à l’hypnose au sein du Centre d’études cliniques des communications familiales et supervise des praticiens

### Activités éditoriales et interventions
Elle publie des textes en lien avec les relations familiales, abordant notamment les questions de la transmission, des liens fraternels, des processus de filiation et les nouvelles formes de parentalité,.
Elle s’intéresse également à la place de l’argent dans la vie des familles,.
Enfin, elle étudie l’hypnose comme processus de changement thérapeutique,.

## Publications

### Ouvrages
- Parents-adolescents, des rendez-vous manqués ?, Casterman, 1979  (ISBN 978-2203205031)
- Enfants et parents en questions, French American Foundation et Fédération Nationale des Écoles de Parents et des Éducateurs, 1980
- Grandir avec ses enfants. Comment vivre l’aventure parentale ?, La Découverte, 2001  (ISBN 9782841468621), réédité chez Marabout  (ISBN 978-2501036788 et 978-2-501-05538-3). Nouvelle version éditée par L’Atelier des Parents en 2014  (ISBN 978-2-9545605-1-9).
- Nous nous sommes tant trahis. Amour, famille et trahisons, Denoël, 2004  (ISBN 978-2-207-25451-6). Réédité chez Marabout en 2008 sous le titre Amour, famille et trahisons  (ISBN 978-2-501-05616-8)
- Arrêtez de vous disputer !, co-écrit avec Isabelle Gravillon, Albin Michel, 2005  (ISBN 978-2-226-15737-9). Traduit en plusieurs langues.
- Raconte-moi d’où je viens, comment parler aux enfants de leurs origines ?, Bayard 2007  (ISBN 978-2-227-47512-0). Réédité par Marabout en 2009  (ISBN 978-2-501-05638-0)
- Petits règlements de comptes en famille, Albin Michel 2009  (ISBN 978-2-226-19317-9). 5e édition en 2016. Traduit en plusieurs langues.
- Liens de cœur, liens de sang (DVD) avec Bernard Prieur, Anthéa, 2012[10].
- Nos enfants, ces petits philosophes. Partager avec eux leurs grandes questions sur la vie, co-écrit avec Isabelle Gravillon, Albin-Michel, 2013  (ISBN 978-2-226-24569-4). Traduit en grec.
- La Famille, l'argent, l'amour : Les enjeux psychologiques des questions matérielles, co-écrit avec Bernard Prieur, Albin-Michel, 2016[11]  (ISBN 978-2-226-32234-0)
- L’hypnose pour tous, une autre voie pour alléger sa vie de famille et de couple, Payot Psy, 2017  (ISBN 978-2-228-91864-0)
- Avoir confiance en soi sans se prendre la tête, Lizzie, 2021  (ISBN 979-10-366-1301-2)
- Les trahisons nécessaires. S’autoriser à être soi., Robert Laffont, 2021  (ISBN 978-2-221-25474-5)

### Chapitres
- « Hypnose et travail d’individuation chez l’enfant » in « La Note Bleue, Hypnose et thérapie brève. » sous la direction de D. Megglé, Satas 2005  (ISBN 978-2-872-93083-8)
- « Cécile, la petite fille qui ne souriait pas : la place du jeu en thérapie d’enfant », in Recherches et succès cliniques de l’hypnose contemporaine, Le Souffle, 2007  (ISBN 978-2-840-58318-9)
- « L’enfant aux parents séparés » ; « La fratrie » ; « Accepter son enfant tel qu’il est » in l’Encyclopédie de la vie de famille. 2004. Les psy en parlent, La Martinière  (ISBN 978-2-846-75137-7), sous la direction de Maryse Vaillant, Ariane Morris.

### Articles récents
- « Se réinventer grâce à l’hypnose ». in Hypnose et thérapies brèves no 44, février-mars-avril 2017
- « L'argent, trésor ou poison pour nos patients ? » in Lettre du psychiatre no 6, déc. 2017[12]
- « Être père, aujourd’hui ! » in Réalités Familiales no 124/125, fév. 2019[13]
- « Comment désamorcer les successions conflictuelles » débat avec Maître Egasse, notaire associé à Paris, in Gestion de fortune, mars 2019[14]
- « Résonances philosophiques ? Un pont entre philosophie et clinique » in Cahiers critiques de thérapie familiale et de pratiques de réseaux 2021/1 (no 66)[15]
- « Transmettre et hériter. Les deux versants du don » in Cahiers critiques de thérapie familiale et de pratiques de réseaux 2021/2 (no 67)[16]
- « Trahir, une voie vers la liberté » in L'école des parents 2022/1 (no 642)[17]